# 阿農·南帕
阿農·南帕（1984年8月18日—），是泰國的一名律師、人權運動者和社會運動人士。由於批判泰國君主，違反國家的忌諱而知名於泰國。他在擔任人權律師期間，被認為是一名出色的人權捍衛者，後來在政治活動中被指控多項控罪。他亦被視為2020年泰國示威中的領導人物之一。

## 生平

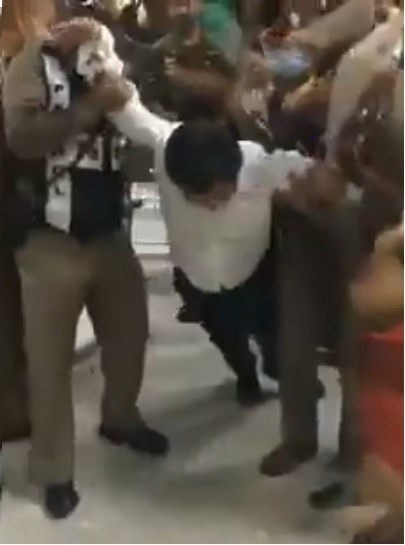
阿農首次被捕時被執法人員拖行

1984年，阿農·南帕出生於黎逸府塔瓦武里縣（今被納入通考鑾縣）的一個農民家庭，他的父母皆為稻農。
阿農在完成兰甘亨大学法律系的高等教育後，在2006年，他開始對人權感興趣。2008年，他成為了人權律師，並為多名知名人士在法庭中辯護，例如在2010年泰国反政府示威中，為安蓬·坦格農帕庫爾和賈圖帕特·博恩帕塔拉克薩辯護。他處理法庭案件的能力令他得到了「紅衫軍的律師」稱號。
在2014年政變後，阿農在多個人權個案中幫助了泰國律師，他自己亦開始參與政治運動。2015年，他共同成立了「抗拒公民」組織和加入民主光復組織，逐漸積極參與政治運動，令他惹上了幾宗官司，指他違反法律。

### 參與2020年示威
在2020年泰國示威中，阿農被認為是示威領袖之一。8月3日，他在民主紀念碑的集會中上台發言，公開批評王室的權力愈來愈大，指控泰王玛哈·哇集拉隆功對憲法作出史無前例的改變，又稱不是要推翻王室制度，而是要令王室制度合法、正確。根據泰國最高法院的規定，誹謗泰國君主制可能會被判處15年徒刑。
2020年8月7日，他和帕努蓬·乍諾被泰國當局拘捕，指控他們煽動叛亂、違反緊急法等罪名。翌日，他獲准保釋，條件是不參與可能觸及被捕指控的事，但在釋放後他指會繼續參與民主集會。到了8月19日，泰國法院對包括阿農在內的六名社會運動領袖發出拘捕令，指控他們在COVID-19疫情下參與7月18日的集會和8月10日法政大學的集會，違反刑法第116條中的COVID-19安全健康準則。9月，法庭撤銷對阿農和帕努蓬的保釋准許，指他們多次違反保釋條件，需要還押直至另行通知。
當地時間10月14日，示威者在民主紀念碑聚集，準備遊行至泰國政府大樓要求總理巴育·占奧差辭職，對剛回國的王室車隊進行抗議。示威持續至凌晨，到了10月15日清晨3時57分，在示威者逐漸離開政府大樓一帶的時候，總理巴育·占奧差發出了《皇家公報》，指曼谷進入「嚴重的緊急狀態」，從即刻起禁止5人以上的公開集會，而內政部亦派了超過2000名重裝警察在市中心戍衞。阿農隨即宣佈當天凌晨的示威活動結束，他協助示威者離場，留到最後一刻。到了早上6時，他被警方以剛發佈的「緊急狀態令」拘捕。11月24日，包括阿農在內的12名社會運動領袖被警方以刑法第112條傳喚，指他們違反了冒犯君主罪，面臨最高15年的徒刑，但他們皆表示無所畏懼。

## 外部連結
- 阿農·南帕的Facebook專頁
- 阿農·南帕的X（前Twitter）